# ميخائيل ر. كانون
ميخائيل ر. كانون (بالإنجليزية: Michael R. Cannon)‏ هو شخصية أعمال أمريكي، ولد في 1953.